# Episodi di Just Shoot Me! (quarta stagione)
La quarta stagione della serie televisiva Just Shoot Me! è stata trasmessa in anteprima negli Stati Uniti d'America dalla NBC tra il 21 settembre 1999 e il 16 maggio 2000.
| nº | Titolo originale                | Titolo italiano | Prima TV USA      | Prima TV Italia |
| -- | ------------------------------- | --------------- | ----------------- | --------------- |
| 1  | A Divorce to Remember           |                 | 21 settembre 1999 |                 |
| 2  | When Nina Met Elliott           |                 | 28 settembre 1999 |                 |
| 3  | Blackmail Photographer          |                 | 2 novembre 1999   |                 |
| 4  | Finch Gets Dick                 |                 | 9 novembre 1999   |                 |
| 5  | Jack Vents                      |                 | 9 novembre 1999   |                 |
| 6  | Hello Goodbye                   |                 | 16 novembre 1999  |                 |
| 7  | An Axe to Grind                 |                 | 23 novembre 1999  |                 |
| 8  | First Date                      |                 | 25 novembre 1999  |                 |
| 9  | Love Is in the Air              |                 | 30 novembre 1999  |                 |
| 10 | Jack Gets Tough                 |                 | 14 dicembre 1999  |                 |
| 11 | Prescription for Love           |                 | 11 gennaio 2000   |                 |
| 12 | When Nina Met Elliott's Mother  |                 | 25 gennaio 2000   |                 |
| 13 | Dial 'N' for Murder             |                 | 8 febbraio 2000   |                 |
| 14 | Paradise by the Dashboard Light |                 | 15 febbraio 2000  |                 |
| 15 | Tea & Secrecy                   |                 | 15 febbraio 2000  |                 |
| 16 | The Pirate of Love              |                 | 22 febbraio 2000  |                 |
| 17 | With Thee I Swing               |                 | 29 febbraio 2000  |                 |
| 18 | Blackjack                       |                 | 28 marzo 2000     |                 |
| 19 | Blinded by the Right            |                 | 4 aprile 2000     |                 |
| 20 | Hot Nights in Paris             |                 | 18 aprile 2000    |                 |
| 21 | When Nina Met Her Parents       |                 | 27 aprile 2000    |                 |
| 22 | Finch on Ice                    |                 | 2 maggio 2000     |                 |
| 23 | A&E Biography: Nina Van Horn    |                 | 9 maggio 2000     |                 |
| 24 | Fast Times at Finchmont High    |                 | 16 maggio 2000    |                 |